# 옌스 바이스플로크
옌스 바이스플로크(독일어: Jens Weißflog, 1964년 7월 21일 ~ )는 동독과 독일의 은퇴한 스키 점프 선수이다.